# Jacob Turdfjæll den äldre
Jacob Turdfjæll den äldre, även Turdfjell och Turdfjäll, född 2 oktober 1697 i Nyen i Ingermanland, död 9 september 1785 i Nedertorneå socken, var en svensk militär.
Jacob Turdfjæll var son till klockaren Johan Turdfjæll och Katarina Gröön. Under stora nordiska kriget flydde familjen från Ingermanland och Jacob Turdfjæll kom på 1710-taket till Hälsingland, där han blev volontär vid Hälsinge tremänningsbataljon 1717, korpral 1718 där och furir där samma år samt sergeant vid Hälsinge regemente 1719 och fältväbel där 1723. Han bildade familj i Hälsingland men flyttade på 1740-talet till Tornedalen, där Turdfjæll också fick en administrativ syssla vid Kengis bruk. År 1742 blev han regementsadjutant vid Västerbottens regemente, fänrik där 1755, stabslöjtnant och senare löjtnant 1758, stabskapten 1760 och regementskvartermästare 1761; han tog avsked samma år.
Turdfjæll ingick 1718–1719 i den så kallade karolinernas dödsmarsch och 1720–1721 i kampanjen i Gävle. I hattarnas ryska krig deltog han vid olika krigshändelser i Finland, bland annat i Fredrikshamn och Haukipudas. Under pommerska kriget kom Turdfjæll till Demmin och Verbelou, där han utmärkte sig; år 1760 var han med i det fälttåg som drev ut preussarna från Svenska Pommern. Han belönades med att bli riddare av Svärdsorden.
Turdfjæll var gift med Elisabeth Phragmenius, vars far Jonas Phragmenius var kyrkoherde i Segersta socken. I äktenskapet föddes sönerna majoren Johan Henrik Turdfjæll, majoren Jonas Turdfjæll och kyrkoherden Jacob Turdfjæll den yngre samt dottern Barbro Margareta Turdfjæll, som var gift med kyrkoherde Nils Gran och komminister Nils Wiklund.